# پایگاه هوایی آبی کویین شارلوت
پایگاه هوایی آبی کویین شارلوت (به انگلیسی: Queen Charlotte City Water Aerodrome) یک فرودگاه همگانی است که یک باند فرود آب دارد. این فرودگاه در کشور کانادا قرار دارد و در ارتفاع ۰ متری از سطح دریا واقع شده است.